# Jakub Kawalec
Jakub Kawalec (ur. 3 kwietnia 1978) – polski wokalista, autor tekstów i kompozytor, lider i wokalista zespołu Happysad.
Pochodzi ze Skarżyska-Kamiennej. W 1997 roku ukończył I Liceum Ogólnokształcące im. Juliusza Słowackiego w Skarżysku-Kamiennej. Ukończył studia w Akademii Ekonomicznej w Krakowie.
W 2021 roku w wytwórni Kayax wydał solowy album Ślepota. W tym samym roku był także autorem audycji muzycznych w Radiu 357.